# 18948 Hinkle
18948 Hinkle è un asteroide della fascia principale. Scoperto nel 2000, presenta un'orbita caratterizzata da un semiasse maggiore pari a 2,6339582 UA e da un'eccentricità di 0,1167614, inclinata di 1,80787° rispetto all'eclittica.